# Anepsion jacobsoni
Anepsion jacobsoni är en spindelart som beskrevs av Pater Chrysanthus 1961. Anepsion jacobsoni ingår i släktet Anepsion och familjen hjulspindlar. Inga underarter finns listade i Catalogue of Life.